# ساكن القريضة
ساكن القُرّيضة أو الفُصَّية (الاسم العلمي: Cisticola)، هو جنس من الطيور الصغيرة جدًا آكلة للحشرات والتي كانت مصنفة سابقًا في فصيلة الدخلية في العالم القديم، ولكنهاالآن تصنف في فصيلة منفصلة ساكنات القريضة (Cisticolidae)، إلى جانب أجناس الدخلية الجنوبية الأخرى. يُعتقد أنها مرتبطة ارتباطًا وثيقًا بالسنونو والبلبل وأبيض العين. يحتوي الجنس على حوالي 50 نوعًا، منها نوعان فقط غير موجودين في إفريقيا: واحد في مدغشقر والآخر من آسيا إلى أستراليا. يُطلق عليها أحيانًا اسم طيور الطرائد الخيلية نظرًا لعادتها المتمثلة في تحريك ذيولها بشكل واضح.